# Ferry Settsu
Le Ferry Settsu (フェリーせっつ, Ferī Settsu) est un ferry ayant appartenu à la compagnie japonaise Hankyu Ferry. Construit par les chantiers Kanda Zōsensho à Kure entre avril et décembre 1995, il est mis en service ce même mois sur les liaisons vers l'île de Kyūshū, tout d'abord au départ de Kobe, puis d'Izumiōtsu à partir de 2008. Remplacé par le nouvel Izumi en 2015, il est vendu en Corée du Sud et exploité par la compagnie Hanil Express entre Yeosu et l'île de Jeju sous le nom de Hanil Gold Stella (coréen : 한일 골드스텔라, han-il Goldeuseutella). Retiré du service en 2020 à la suite de l'entrée en flotte du nouveau Hanil Gold Stella, il est démantelé au Bangladesh l'année suivante.

## Historique

### Origines et construction
Au cours des années 1990, la compagnie Hankyu Ferry poursuit le renouvellement de sa flotte en service entre le Kansai et Kyūshū. Après la mise en service du New Akashi et du New Nagato en 1991, l'armateur se lance dans la conception d'une nouvelle paire destinée à remplacer les ferries Hankyu N°24 et Hankyu N°32	 au sein de la flotte.
Affichant des dimensions similaires à celles des jumeaux New Akashi et New Nagato, ils sont cependant pourvus d'une capacité d'emport légèrement inférieure, à l'exception du nombre de remorques drastiquement accru. Malgré cela, les futurs navires sont tout de même capables de transporter plus de 800 passagers et environ 80 véhicules. Leur conception se singularise également par leur architecture articulée autour d'une cheminée unique centrale, là où les précédents navires de l'armement sont tous équipés de cheminées latérales. En dépit de cette différence, la disposition des aménagements intérieurs et les caractéristiques techniques restent sensiblement identiques à celles de leurs prédécesseurs.
Construits à l'instar de la plupart des navires de la flotte par les chantiers Kanda Zōsensho de Kure, les nouveaux ferries sont baptisés Ferry Settsu et Ferry Suou. Premier d'entre eux, le Ferry Settsu est mis sur cale le 20 avril 1995 et lancé le 28 juillet. Les travaux de finition se déroulent ensuite pendant un peu plus de quatre mois avant que Hankyu Ferry ne réceptionne son nouveau navire le 8 décembre.

### Service

#### Hankyu Ferry (1995-2015)
Le Ferry Settsu entre en service le 21 décembre 1995 entre Kobe et Kitakyūshū. L'arrivée du navire intervient alors presque un an après le séisme meurtrier ayant ravagé la ville de Kobe le 17 janvier. C'est la raison pour laquelle le navire arbore sur ses flancs une livrée spéciale affichant notamment l'inscription « We love Kobe », afin de témoigner la solidarité de la compagnie envers la ville et les personnes touchées par la catastrophe. En mars 1996, le Ferry Settsu est rejoint sur son itinéraire par son jumeau le Ferry Suou.
Le 28 janvier 2005, au cours d'une traversée entre Kyūshū et Kobe, alors que le navire se trouve au large de l'île d'Hime, une collision survient vers 21h05 avec le bateau de pêche Emori Maru. Le choc occasionne des dégâts mineurs au niveau de la section arrière tribord du Ferry Settsu et quelques brèches à l'avant du Emori Maru. La collision est due au manque d'attention de l'équipage du ferry mais également à celui du navire de pêche n'ayant pas signalé sa présence.
En juin 2008, le Ferry Settsu et son jumeau sont transférés sur la desserte de Kyūshū au départ d'Izumiōtsu, près d'Ōsaka. À cette occasion, leur livrée « We love Kobe », qu'ils arboreraient depuis leur mise en service, est effacée de leurs flancs et remplacée par la livrée commune à tous les navires de la flotte. À partir d'octobre 2009, en raison du retrait du New Akashi et du New Nagato, le Ferry Settsu et le Ferry Suou deviennent les seuls navires à assurer la liaison entre Izumiōtsu et Kitakyūshū, désormais réduite à une rotation quotidienne.
Au cours des années 2010, Hankyu Ferry lance la construction d'une nouvelle paire de navires destinée à remplacer le Ferry Settsu et le Ferry Suou, approchant des 20 ans de navigation. Remplacé par son successeur l’Izumi en janvier 2015, le Ferry Settsu reste exploité brièvement par Hankyu Ferry afin de pallier les arrêts techniques des autres navires de la flotte avant d'être retiré du service au mois de mars. Peu de temps après, il est cédé à la compagnie sud-coréenne Hanil Express.

#### Hanil Express (2015-2021)
Le 28 avril 2015, le navire quitte le Japon sous le nom de Hanil Car Ferry N°2 pour rejoindre la Corée du Sud. Transformé à Busan, il est rebaptisé Hanil Gold Stella et mis en service le 15 septembre entre Yeosu et l'île de Jeju, marquant au passage la réouverture de cette liaison après 11 ans de fermeture. Après seulement cinq ans d'exploitation sur cette ligne, Hanil Express lui substitue un nouveau Hanil Gold Stella en juin 2020. Vendu pour démolition au Bangladesh malgré seulement 25 ans de navigation, il quitte la Corée du Sud le 22 mai 2021 sous le nom de Stella 1 et est échoué sur la plage de Chittagong le 24 juin pour son démantèlement.

## Aménagements
Le Ferry Settsu possédait 8 ponts. Si le navire s'étendait en réalité sur 10 ponts, deux d'entre eux étaient inexistants au niveau des garages afin de permettre au navire de transporter du fret. Les ponts étaient numérotés de 1 à 5 à partir du pont garage principal (correspondant au pont 3). Les locaux passagers occupaient les ponts 3 et 4 ainsi qu'une partie du pont 5 tandis que l'équipage logeait à l'avant du pont 5. Les garages se situaient sur les ponts B, 1 et 2.

### Locaux communs
Les aménagements du Ferry Settsu comportaient un restaurant situé au pont 3 au milieu du navire, une terrasse extérieure sur le pont 5 et des installations dédiées au divertissement sur le pont 3 telles qu'un karaoké, une salle d'arcade et une salle de jeux pour enfants. Le navire était également équipé sur le pont 4 arrière de deux bains publics traditionnels japonais non mixtes avec vue sur la mer (appelés sentō).

### Cabines
À bord du Ferry Settsu, les cabines étaient principalement situées à l'avant des ponts 3 et 4. Ainsi, le navire est équipé de quatre suites Special d'une capacité de deux personnes sur le pont 5, dix cabines de première classe d'une capacité de deux à trois personnes, 26 cabines de première classe à quatre, 22 cabines de style japonais à quatre, 20 cabines individuelles de seconde classe, onze dortoirs d'une capacité de huit personnes chacun et 412 places au sein de 20 grands dortoirs.

## Caractéristiques
Le Ferry Settsu mesurait 189 mètres de long pour 27 mètres de large, son tonnage est de 15 189 UMS (le tonnage des car-ferries japonais étant défini sur des critères différents, il est en réalité plus élevé). Il pouvait embarquer 810 passagers et possédait un spacieux garage pouvant embarquer 219 remorques et 77 véhicules. Le garage était accessible par l'arrière au moyen d'une porte rampe axiale mais aussi par l'avant et des trappes donnant accès au garage supérieur était également présentes au centre du navire. La propulsion du Ferry Settsu est assurée par deux moteurs diesel  Pielstick-Diesel United 9PC40L développant une puissance de 32 400 chevaux entrainant deux hélices à pas variables faisant filer le bâtiment à une vitesse de 25,5 nœuds. Il était aussi doté de deux propulseurs d'étrave ainsi qu'un stabilisateur anti-roulis. Les dispositifs de sécurité étaient essentiellement composés de radeaux de sauvetage mais aussi d'une embarcation semi-rigide de secours.

## Lignes desservies
Pour Hankyu Ferry de 1995 à 2015, le Ferry Settsu était affecté aux liaisons régulière entre le Kansai et l'île de Kyūshū. De 1995 à 2008, il desservait Kitakyūshū depuis Kobe avant d'être transféré au départ d'Izumiōtsu.
Pour Hanil Express, il naviguait entre Yeosu et l'île de Jeju entre 2015 et 2020.